# Ракетно-артиллерийские катера проекта 0250 «Барс-МО»
Ракетно-артиллерийские катера проекта 0250 «Барс-МО» — серия ракетно-артиллерийских катеров проекта 0250 или «Барс-МО», для ВМС Казахстана. Корабли построены на заводе «Зенит» в городе Уральск.

## Конструкция
Катера представляют собой увеличенный вариант строящихся «Зенитом» с 2005 года для Пограничной службы Казахстана больших сторожевых катеров проекта 0300 (шифр «Барс»). Проект был переработан украинским казённым предприятием «Исследовательско-проектный центр кораблестроения» (КП «ИПЦК») в городе Николаеве из патрульных катеров типа «Барс» (проекта 0300). Проект 0300 является местным обозначением проекта 22180, разработанного по казахстанскому заказу санкт-петербургским ОАО «Северное ПКБ».

## Служба

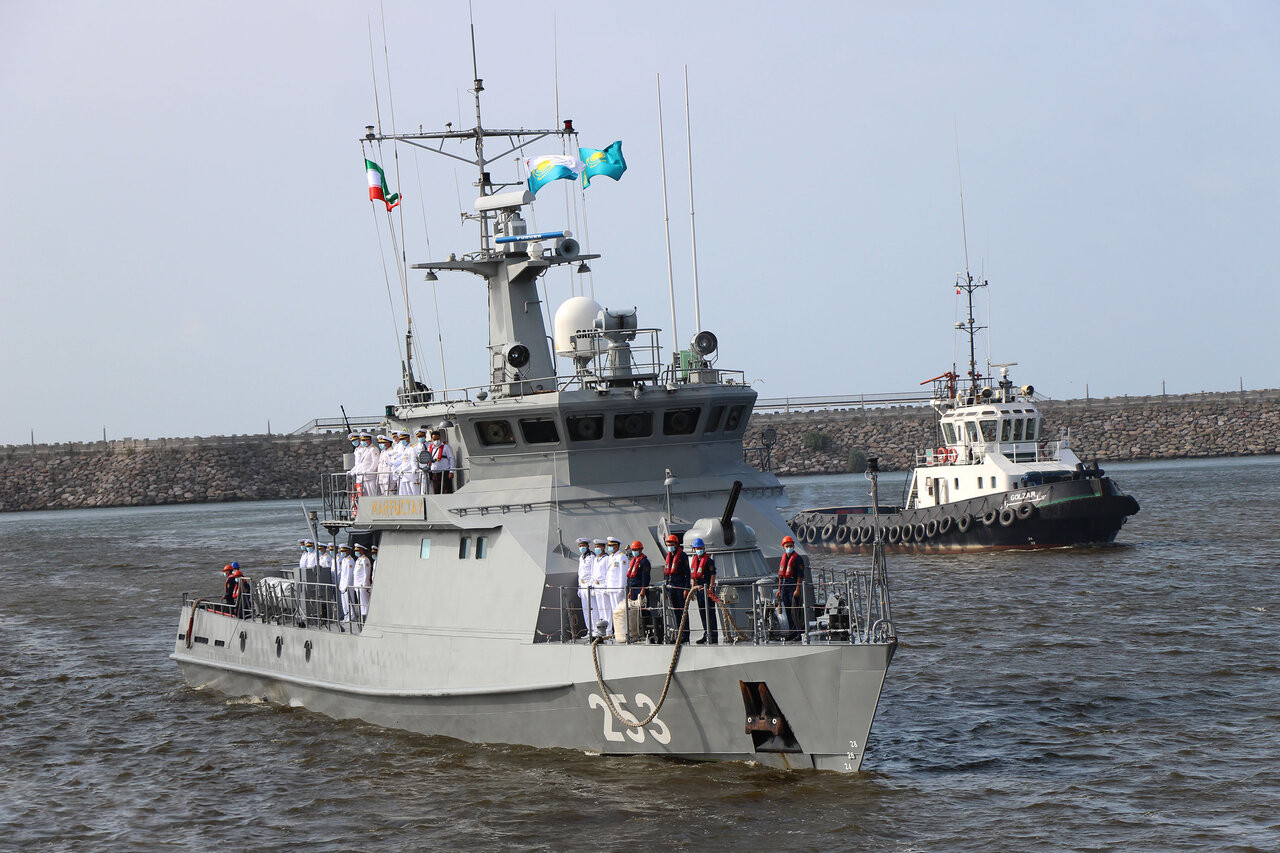
Катер «Мангыстау» в порту Анзали (2021)

Головной катер «Казахстан», остальные серийные катера — «Орал», «Сарыарка», «Мангыстау».
30 апреля 2013 года в Уральске Западно-Казахстанской области Республики Казахстан состоялся спуск на воду ракетно-артиллерийского катера «Орал» (бортовой номер «251»), построенного на заводе «Зенит», который входит в состав АО «Национальная компания „Казахстан инжиниринг“».
7 мая 2014 года в Уральске состоялся спуск на воду ракетно-артиллерийского катера «Сарыарка» (бортовой номер «252»).

## Список кораблей проекта
| Наименование | Страна    | Верфь                      | Боевой номер | Спуск на воду | Ввод в состав флота | Текущий статус |
| ------------ | --------- | -------------------------- | ------------ | ------------- | ------------------- | -------------- |
| «Казахстан»  | Казахстан | Завод «Зенит» в г. Уральск | 250          | 25.04.2012    |                     | В строю        |
| «Орал»       | Казахстан | Завод «Зенит» в г. Уральск | 251          | 30.04.2013    | 1.12.2013           | В строю        |
| «Сарыарка»   | Казахстан | Завод «Зенит» в г. Уральск | 252          | 07.05.2014    |                     | В строю        |
| «Мангыстау»  | Казахстан | Завод «Зенит» в г. Уральск | 253          | 27.04.2017    | 20.12.2017          | В строю        |